# Dolina Górnego Nurca
Dolina Górnego Nurca este o arie protejată (arie de protecție specială avifaunistică — SPA) din Polonia întinsă pe o suprafață de 3.995,02 ha, integral pe uscat.

## Localizare
Centrul sitului Dolina Górnego Nurca este situat la coordonatele 52°35′39″N 23°14′39″E / 52.5943°N 23.2441°E.

## Înființare
Situl Dolina Górnego Nurca a fost declarat arie de protecție specială avifaunistică în noiembrie 2008 pentru a proteja 21 de specii de animale.

## Biodiversitate
Situată în ecoregiunea continentală, aria protejată nu include niciun habitat protejat.
La baza desemnării sitului se află mai multe specii protejate de  păsări (21): rață pitică (Anas crecca), rață cârâitoare (Anas querquedula), fâsă-de-câmp (Anthus campestris), acvilă țipătoare mică (Aquila pomarina), ciuf de câmp (Asio flammeus), caprimulg (Caprimulgus europaeus), barză albă (Ciconia ciconia), barză neagră (Ciconia nigra), erete de stuf (Circus aeruginosus), erete vânăt (Circus cyaneus), erete cenușiu (Circus pygargus), cristeiul de câmp (Crex crex), ciocănitoare neagră (Dryocopus martius), becațină comună (Gallinago gallinago), Gallinago media, cocor (Grus grus), sitar de mâl (Limosa limosa), ciocârlie de pădure (Lullula arborea), culic mare (Numenius arquata), viespar (Pernis apivorus), cocoșul de mesteacăn (Tetrao tetrix tetrix).